# Mink Brar
Mink Brar (nació como Mink Singh, el 4 de noviembre de 1980) es una modelo, actriz y productora germano-india. Mink es conocida por su trabajo en las películas de Bollywood y en programas de televisión indios.

## Biografía
Mink nació el 4 de noviembre de 1980, en Frankfurt, Alemania, de padres Punjabi que emigraron de la India a Alemania. Acerca de su nombre, Mink dice: "Es un nombre muy singular. Mink es un animal que ama el agua y la libertad, y es conocido por su preciosa piel". Se crio en Alemania. Mink quería ser magistrado cuando era niña.  She was raised in Germany. Mink wanted to be a magistrate as a child. Ella obtuvo su educación en Alemania y completó una licenciatura. Tiene un hermano llamado Punnu, que es tres años mayor.
El veterano actor Dev Anand introdujo a Mink a la industria cinematográfica de la India cuando tenía 13 años. Ella hizo su debut en la industria del cine indio con la película Hindi de Dev Anand, Pyar Ka Tarana, que fue lanzado en septiembre de 1993. Luego apareció en varias películas como Saat Rang Ke Sapne (1998), Yamraaj (1998), Hum Aapke Dil Mein Rehte Hain (1999), Ganga Ki Kasam (1999), Jwalamukhi (2000), Ajnabee (2001), Zahreela (2001), Pitaah (2002), Chalo Ishq Ladaaye (2002), Border Hindustan Ka (2003), y Oops (2003). También trabajó en algunas películas de la región sur de la India, incluyendo una película Telugu, llamada Prematho Raa (2001).